# Darapsa choerilus
Darapsa choerilus (tên tiếng Anh: Azalea Sphinx) là một loài bướm đêm thuộc họ Sphingidae. Nó được tìm thấy ở Hoa Kỳ và nam Canada phía đông của Dãy núi Rocky.

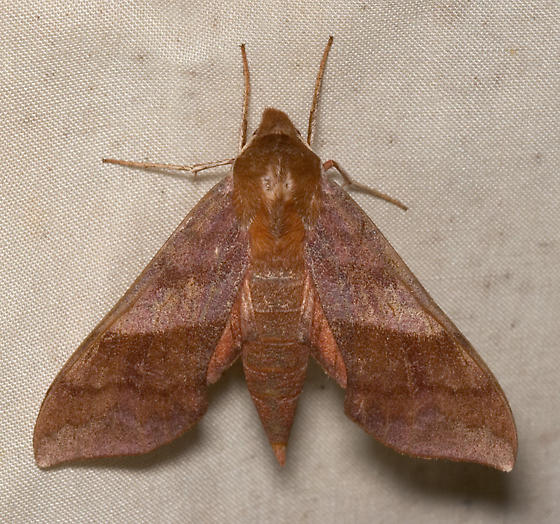

Sải cánh dài 57–75 mm.
Ấu trùng ăn Azalea và Viburnum.

## Hình ảnh

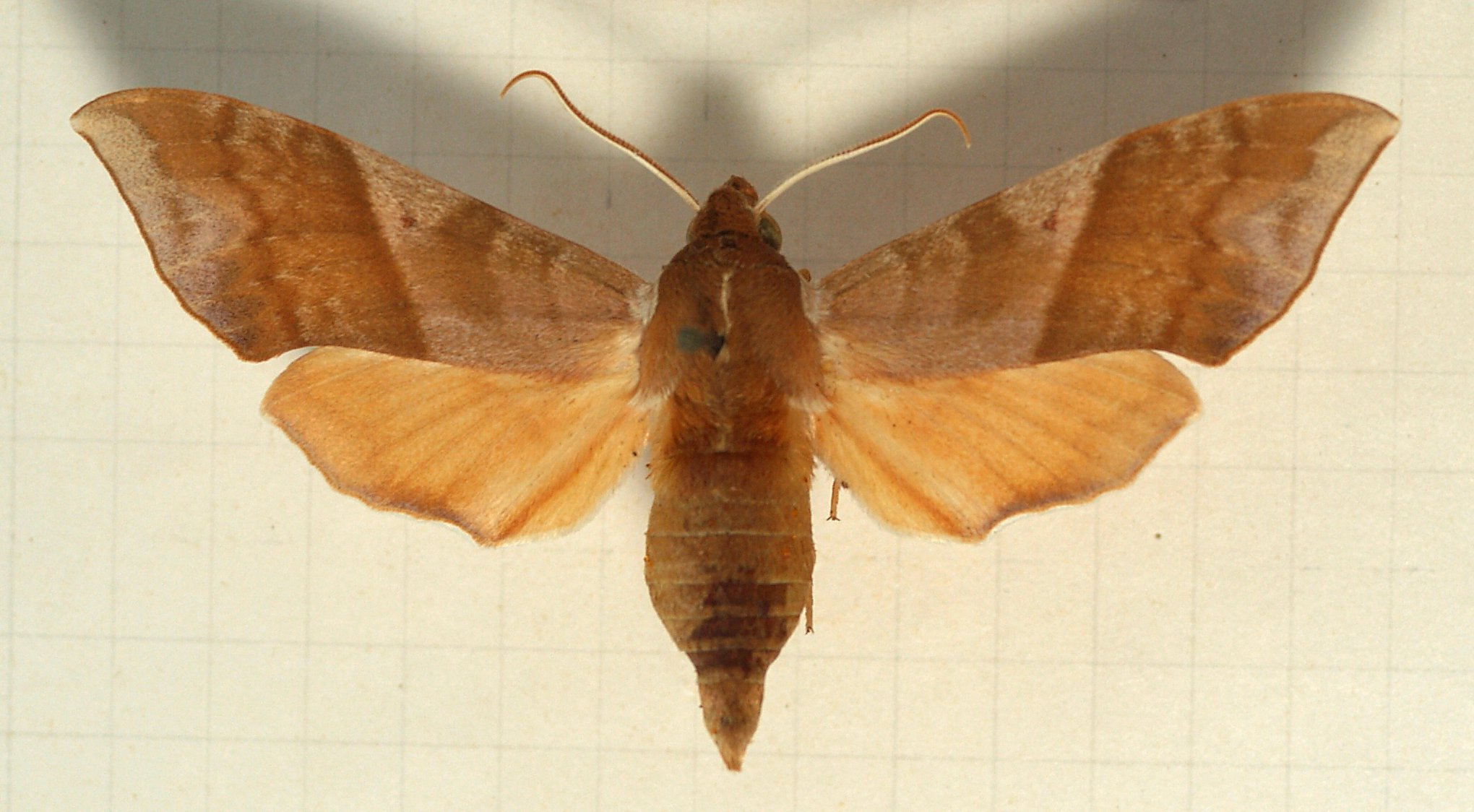
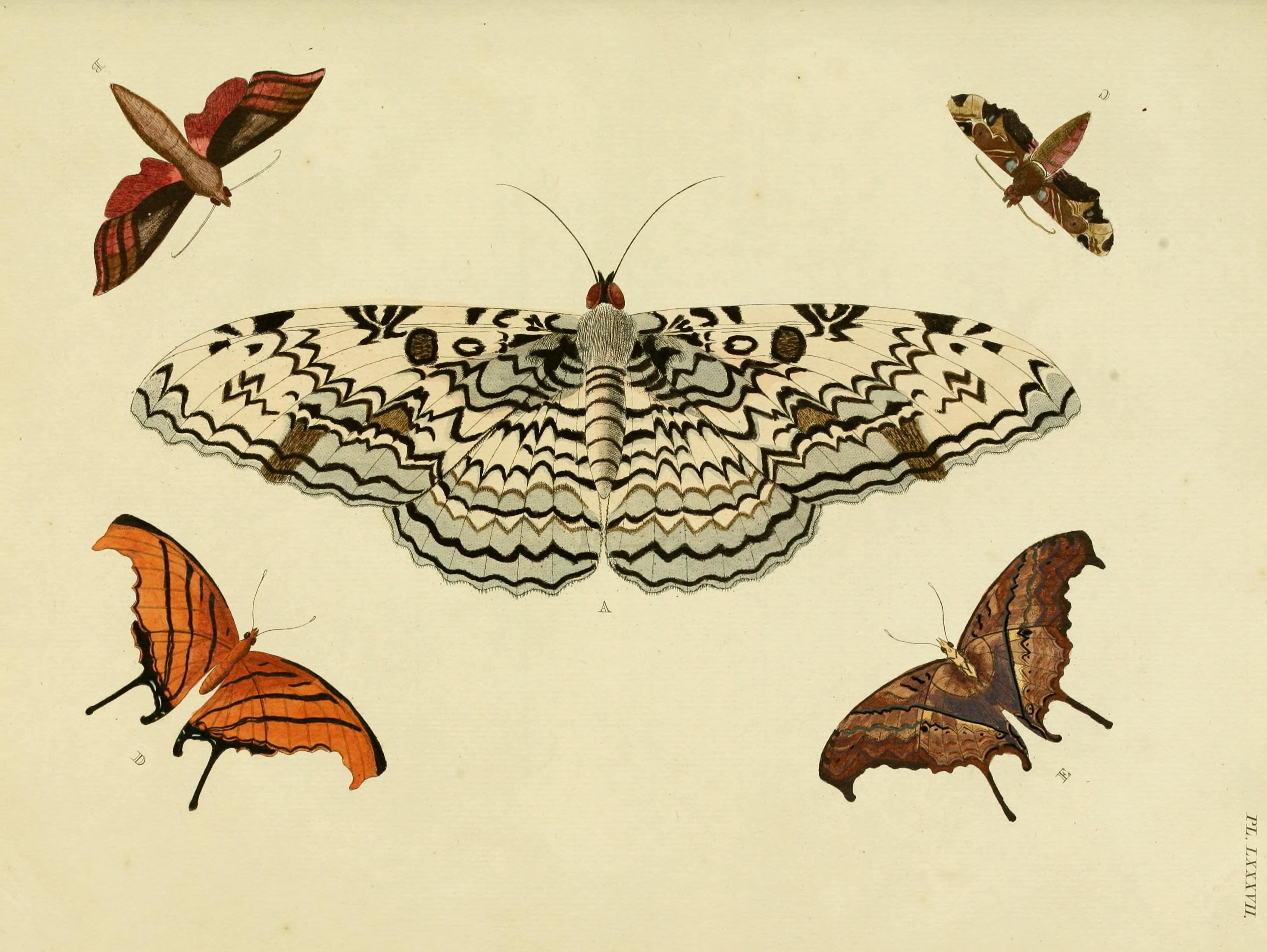
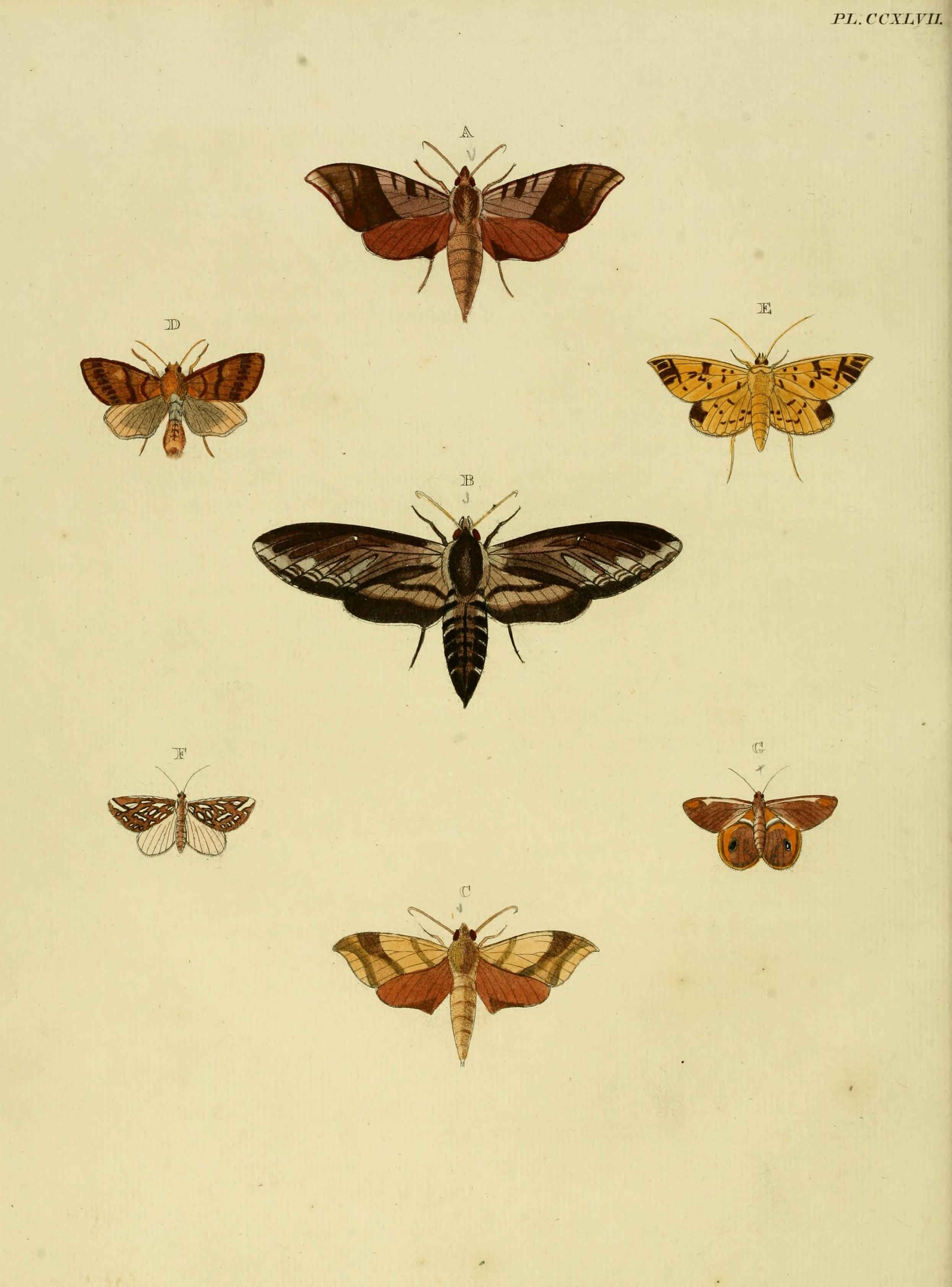